# Кюгельген (дворянский род)
Кю́гельген, Кюгельхен (нем. Kügelgen) — немецкий дворянский род из Бремена, представители которого жили в Рейнской области и, позднее, российской Эстляндии.

## Происхождение и история рода
Линия рода прослеживается из Бремена с 1370, когда ювелир Йоханнес Когельке стал гражданином Бремена.
На рубеже XVIII–XIX веков громкую известность имели братья-близнецы Герхард (1772—1820) и Карл фон Кюгельгены (1772–1831) — живописцы, яркие представители романтической школы; оба брата женились в Риге на представительницах остзейского немецкого баронского рода Цеге-фон-Мантейфели.
В 1933 году Эрнст Отто Герхард фон Кюгельген был внесен в матрикулы эстляндского рыцарства.

## Известные представители
- Кюгельген, Герхард фон (1772—1820) — немецкий художник, работавший в России в 1798—1805 годах.
  - Кюгельген, Вильгельм фон (1802—1867) — немецкий художник и мемуарист, сын Г. фон Кюгельгена.
- Кюгельген, Карл фон (1772—1832) — немецкий художник-пейзажист, живший и работавший в России с 1798 года, брат-близнец Г. фон Кюгельгена.
  - Кюгельген, Константин Карлович (1810—1880) — русско-немецкий художник-пейзажист, сын и ученик Карла фон Кюгельгена.
    - Кюгельген, Павел Константинович (1843—1904) — русско-немецкий журналист, сын Константина фон Кюгельгена.
    - Кюгельген, Салли Константиновна (Сарра Берта Дженни, Салли фон Кюгельген; 1860—1928) — русско-немецкая художница, дочь Константина фон Кюгельгена.